# Out of Line Music
Out of Line Music est un label allemand, basé à Berlin.

## Histoire
Fondé en 1995 sous forme de vente par correspondance, Out of Line devient rapidement un label influent dans l'industrie, avec des disques d'artistes tels que Combichrist, Blutengel, Lord of the Lost et d'autres qui ont atteint des positions de premier plan dans les charts.
Out of Line exploite en outre sa propre entreprise de vente en ligne, par le biais de laquelle les supports sonores et le merchandising des groupes sous contrat sont distribués. Un magasin à Berlin est fermé début juillet 2016.
Plus tard, le label se concentre sur la signature d'artistes de la scène rock et heavy metal contemporains, annonçant une poignée de nouvelles signatures en 2021 telles que Being as an Ocean, EGGVN, Novelists, Betraying the Martyrs, TEN56, Villain of the Story, Ashen et True North. Out of Line engage un vétéran de l'industrie, Nick Walters-Ocean, en tant qu'A&R / GM North America, qui est arrivé après une longue période de 14 ans chez Sumerian Records.

## Out of Line Weekender
Depuis 2012 a lieu à Berlin le Out of Line Weekender, un festival de trois jours au club Astra Kulturhaus, où se produisent principalement des groupes de leur propre programme.
- 2012 : Alpha Point, Dance or Die, Dive, Forgotten Sunrise, Formalin, Funker Vogt, God Module, Lola Angst, Ordo Rosarius Equilibrio, Ost+Front, Rabia Sorda, Terminal Choice[5],[6].

- 2013 : Aesthetic Perfection, Agonoize, Cephalgy, Chrom, Dear Strange, Eisenfunk, Hocico, KiEw, Kirlian Camera, Pankow, Rummelsnuff, Solitary Experiments, Klinik, Too Dead to Be[7].

- 2014 : Accessory, Ashbury Heights, Blutengel, Chrom, Combichrist, Dive, Flesh and Fell, Lord of the Lost, Meinhard, Ost+Front, Rabia Sorda, Scream Silence, Signal Aout 42, Staubkind, Suicide Commando, The Juggernauts, The Birthday Massacre, Wesselsky.

- 2015 : Absolute Body Control, Angels and Agony, Agonoize, Apoptygma Berzerk, Cephalgy, Chrom, Client, Die Form, Formalin, Heimatærde, Hocico, Laibach, Lord of the Lost, Miss Construction, Rummelsnuff, Spiritual Front, The Invincible Spirit, Too Dead to Die.

- 2016 : A Split-Second, Blutengel, Combichrist, Dear Strange, Erdling, Icon of Coil, Lord of the Lost, Solar Fake, Rabia Sorda, Massive Ego, Melotron, Portion Control, Rabia Sorda, Sonar, Suicide Commando, The Sexorcist.

- 2017 : Amduscia, Ashbury Heights, Cephalgy, Chrom, Delain, Dirk Ivens, Erdling, Esplendor Geométrico, Hämatom, Heimatærde, Hocico, In Strict Confidence, Klangstabil, Pseudokrupp Project, Rummelsnuff, The Horrorist, The Juggernauts, Tomas Tulpe, Unzucht, Xandria.

- 2018 : Accessory, Agonoize, Bloodred Hourglass, Combichrist, Dive, Groovenom, Icon of Coil, Infected Rain, Lizard Pool, Massive Ego, Ordo Rosarius Equilibrio, Ost+Front, Panzer AG, Rabia Sorda, Solar Fake, Suicide Commando, Telemark, The Sexorcist, Too Dead to Die, Tragedy of Mine, Underviewer.

- 2019 : A Split-Second, Any Second, Blind Channel, Bloodred Hourglass, Chrom, Dark Tranquillity, Die Apokalyptischen Reiter, Erdling, Eskimo Callboy, Evergrey, Fear of Domination, Frosttid, Hocico, Kirlian Camera, Motorik, Priest, Rave the Reqviem, The Juggernauts, Xenoblight.

- 2022 : Lizard Pool, Massive Ego, Laether Strip, Auger, Eggvn, X-RX, Ashbury Heights, Dive, Solitary Experiments, Blutengel, Headzor, Yellow Lazarus, Signal Aout 42, Rummelsnuff, Suicide Commando, Front 242, Melotron, Panzer AG, Deutsch-Amerikanische Freundschaft, The SoapGirls.

- 2023 : Hocico, Solar Fake, Kirlian Camera, Combichrist, Rave the Reqviem, Leather Strip, Ordo Rosarius Equilibrio, Priest, The Juggernauts, Alpha Point, Motor!k, Kiberspassk, Front 242, Bragolin, Kosheen, Sono, Suzi Sabotage, White Noise TV, Zweite Jugend.

- 2024 : Oomph!, Suicide Commando, Welle: Erdball, Ost+Front, Absolute Body Control, Minuit Machine, Erdling, Rave the Reqviem, Rue Oberkampf, Rabia Sorda, Amduscia, Hand of Juno.